# Trophée Red-Tilson
Le trophée Red-Tilson récompense chaque année le meilleur joueur de hockey sur glace de la Ligue de hockey de l'Ontario. Le vainqueur est désigné par un vote des commentateurs sportifs.
Red Tilson est un joueur des Generals d'Oshawa tué au cours de la Seconde Guerre mondiale.

## Palmarès
Le trophée est décerné chaque année depuis 1945 à l'exception de 2021.
- Liste des récipiendaires issus de l’AHO
  - 1944-1945 – Doug McMurdy, Falcons de St. Catharines
  - 1945-1946 – Tod Sloan, St. Michael's Majors de Toronto
  - 1946-1947 – Ed Sandford, St. Michael's Majors de Toronto
  - 1947-1948 – George Armstrong, Stratford Midgets
  - 1948-1949 – Gil Mayer, Flyers de Barrie
  - 1949-1950 – George Armstrong, Marlboros de Toronto
  - 1950-1951 – Glenn Hall, Spitfires de Windsor
  - 1951-1952 – Bill Harrington, Greenshirts de Kitchener
  - 1952-1953 – Bob Attersley, Generals d'Oshawa
  - 1953-1954 – Brian Cullen, Tee Pees de St. Catharines
  - 1954-1955 – Hank Ciesla, Tee Pees de St. Catharines
  - 1955-1956 – Ron Howell, Mad Hatters de Guelph Biltmore
  - 1956-1957 – Frank Mahovlich, St. Michael's Majors de Toronto
  - 1957-1958 – Murray Oliver, Tiger Cubs de Hamilton
  - 1958-1959 – Stan Mikita, Tee Pees de St. Catharines
  - 1959-1960 – Wayne Connelly, T.P.T. de Peterborough
  - 1960-1961 – Rod Gilbert, Mad Hatters de Guelph Biltmore
  - 1961-1962 – Pit Martin, Red Wings de Hamilton
  - 1962-1963 – Wayne Maxner, Flyers de Niagara Falls
  - 1963-1964 – Yvan Cournoyer, Canadiens Juniors de Montréal
  - 1964-1965 – André Lacroix, Petes de Peterborough
  - 1965-1966 – Andre Lacroix, Petes de Peterborough
  - 1966-1967 – Mickey Redmond, Petes de Peterborough
  - 1967-1968 – Walt Tkaczuk, Rangers de Kitchener
  - 1968-1969 – Réjean Houle, Canadiens Junior de Montréal
  - 1969-1970 – Gilbert Perreault, Canadiens Juniors de Montréal
  - 1970-1971 – Dave Gardner, Marlboros de Toronto
  - 1971-1972 – Don Lever, Flyers de Niagara Falls
  - 1972-1973 – Rick Middleton, Generals d'Oshawa
  - 1973-1974 – Jack Valiquette, Greyhounds de Sault Ste. Marie
- Liste des récipiendaires issus de la LHJMO
  - 1974-1975 – Dennis Maruk, Knights de London
  - 1975-1976 – Peter Lee, 67 d'Ottawa
  - 1976-1977 – Dale McCourt, Fincups de Saint-Catharines
  - 1977-1978 – Bobby Smith, 67 d'Ottawa
  - 1978-1979 – Mike Foligno, Wolves de Sudbury
  - 1979-1980 – Jim Fox, 67 d'Ottawa
- Liste des récipiendaires issus de la LHO
  - 1980-1981 – Ernie Godden, Spitfires de Windsor
  - 1981-1982 – Dave Simpson, Knights de London
  - 1982-1983 – Doug Gilmour, Royals de Cornwall
  - 1983-1984 – John Tucker, Rangers de Kitchener
  - 1984-1985 – Wayne Groulx, Greyhounds de Sault Ste. Marie
  - 1985-1986 – Ray Sheppard, Royals de Cornwall
  - 1986-1987 – Scott McCrory, Generals d'Oshawa
  - 1987-1988 – Andrew Cassels, 67 d'Ottawa
  - 1988-1989 – Bryan Fogarty, Thunder de Niagara Falls
  - 1989-1990 – Mike Ricci, Petes de Peterborough
  - 1990-1991 – Eric Lindros, Generals d'Oshawa
  - 1991-1992 – Todd Simon, Thunder de Niagara Falls
  - 1992-1993 – Pat Peake, Red Wings Junior de Detroit
  - 1993-1994 – Jason Allison, Knights de London
  - 1994-1995 – David Ling, Frontenacs de Kingston
  - 1995-1996 – Alyn McCauley, 67 d'Ottawa
  - 1996-1997 – Alyn McCauley, 67 d'Ottawa
  - 1997-1998 – David Legwand, Whalers de Plymouth
  - 1998-1999 – Brian Campbell, 67 d'Ottawa
  - 1999-2000 – Andrew Raycroft, Frontenacs de Kingston
  - 2000-2001 – Brad Boyes, Otters d'Érié
  - 2001-2002 – Brad Boyes, Otters d'Érié
  - 2002-2003 – Corey Locke, 67 d'Ottawa
  - 2003-2004 – Corey Locke, 67 d'Ottawa
  - 2004-2005 – Corey Perry, Knights de London
  - 2005-2006 – Wojtek Wolski, Battalion de Brampton
  - 2006-2007 – John Tavares, Generals d'Oshawa
  - 2007-2008 – Justin Azevedo, Rangers de Kitchener
  - 2008-2009 – Cody Hodgson, Battalion de Brampton
  - 2009-2010 – Tyler Seguin, Whalers de Plymouth
  - 2010-2011 – Ryan Ellis, Spitfires de Windsor
  - 2011-2012 – Michael Houser, Knights de London
  - 2012-2013 – Vincent Trocheck, Whalers de Plymouth
  - 2013-2014 – Connor Brown, Otters d'Érié
  - 2014-2015 – Connor McDavid, Otters d'Érié
  - 2015-2016 – Mitchell Marner, Knights de London
  - 2016-2017 – Alex DeBrincat, Otters d'Érié
  - 2017-2018 – Jordan Kyrou, Sting de Sarnia
  - 2018-2019 – Ukko-Pekka Luukkonen, Wolves de Sudbury
  - 2019-2020 – Marco Rossi, 67 d'Ottawa
  - 2021-2022 – Wyatt Johnston, Spitfires de Windsor
  - 2022-2023 – Matthew Maggio, Spitfires de Windsor
  - 2023-2024 – Easton Cowan, Knights de London